# Bilingue de Pesaro
Le bilingue de Pesaro désigne une inscription  étrusco-latine  d'époque augustéenne, qui indique le nom du défunt mais également sa fonction en deux langues.
Il s'agit d'un fragment de marbre, sur lequel se trouve une inscription votive en latin et en étrusque :
1. L. caf(at)ius . l . f . ste . haruspex | fulguriator, en latin sinistroverse ;
2. cafates. lr. lr. netšvis . trutnvt . frontac, en étrusque dextroverse le texte est entouré de deux roues.

D'après Vittore Pisani : si l'identification de caf(at)ius avec cafates est évidente, celle de frontac avec fulguriator également, il faut donc voir dans netšvis . trutnvt l'équivalent de haru / spex. Il voit dans netšvis la même racine non-indoeuropéenne que le grec νηδύς avec le sens d'entrailles, correspondant au latin haru, le mot trutnvt, peut-être adjectif verbal, correspondant au latin -spex et signifiant examinant, examinateur.
lr répété correspondrait au nom du père et du fils Larθ, le ste (= stellatina) présent dans la partie latine, correspondant au nom de la tribu, ayant été omise dans la partie étrusque qui ne connaîtrait pas ce genre de pratique onomastique.
Le mot frontac se rapporterait à l'origine du devin, et correspondrait ainsi au ste interprète (ou déclencheur) des foudres.